# Callebaea rutideae
Callebaea rutideae är en svampart som först beskrevs av Clifford George Hansford, och fick sitt nu gällande namn av Augusto Chaves Batista 1962. Callebaea rutideae ingår i släktet Callebaea och familjen Capnodiaceae.   Inga underarter finns listade i Catalogue of Life.